# Ingham County
Ingham County ist ein County im Bundesstaat Michigan der Vereinigten Staaten. Der Verwaltungssitz (County Seat) ist Mason. Das U.S. Census Bureau hat bei der Volkszählung 2020 eine Einwohnerzahl von 284.900 ermittelt.

## Geographie
Das County liegt mittig im südlichen Teil der Unteren Halbinsel von Michigan und hat eine Fläche von 1453 Quadratkilometern, wovon fünf Quadratkilometer Wasserfläche sind. Es grenzt im Uhrzeigersinn an folgende Countys: Shiawassee County, Livingston County, Jackson County, Eaton County und Clinton County.

## Geschichte
Ingham County wurde 1838 aus Teilen des Shiawassee County, Washtenaw County und freiem Territorium gebildet. Benannt wurde es nach Samuel D. Ingham, einem US-amerikanischen Finanzminister. Das County gehört zu den so genannten Cabinet Countys, da es wie einige andere nach einem Mitglied des Kabinetts von US-Präsident Andrew Jackson benannt wurde.
Ein Ort im County hat den Status einer National Historic Landmark, das Michigan State Capitol. 48 Bauwerke und Stätten des Countys sind insgesamt im National Register of Historic Places eingetragen (Stand 25. November 2017).

## Demografische Daten
Nach der Volkszählung im Jahr 2000 lebten im Ingham County 279.320 Menschen in 108.593 Haushalten und 63.744 Familien. Die Bevölkerungsdichte betrug 193 Einwohner pro Quadratkilometer. Ethnisch betrachtet setzte sich die Bevölkerung zusammen aus 79,46 Prozent Weißen, 10,86 Prozent Afroamerikanern, 0,55 Prozent amerikanischen Ureinwohnern, 3,68 Prozent Asiaten, 0,05 Prozent Bewohnern aus dem pazifischen Inselraum und 2,42 Prozent aus anderen ethnischen Gruppen; 2,99 Prozent stammten von zwei oder mehr Ethnien ab. 5,80 Prozent der Bevölkerung waren spanischer oder lateinamerikanischer Abstammung.
Von den 108.593 Haushalten hatten 29,8 Prozent Kinder unter 18 Jahren, die bei ihnen lebten. 43,0 Prozent waren verheiratete, zusammenlebende Paare, 12,1 Prozent waren allein erziehende Mütter und 41,3 Prozent waren keine Familien. 30,2 Prozent waren Singlehaushalte und in 7,7 Prozent lebten Menschen im Alter von 65 Jahren oder darüber. Die Durchschnittshaushaltsgröße betrug 2,42 und die durchschnittliche Familiengröße lag bei 3,04 Personen.
23,4 Prozent der Bevölkerung waren unter 18 Jahre alt. 18,5 Prozent zwischen 18 und 24 Jahre, 28,6 Prozent zwischen 25 und 44 Jahre, 20,1 Prozent zwischen 45 und 64 Jahre und 9,4 Prozent waren 65 Jahre oder älter. Das Durchschnittsalter betrug 30 Jahre. Auf 100 weibliche Personen kamen 93,3 männliche Personen. Auf 100 Frauen im Alter von 18 Jahren und darüber kamen statistisch 90,1 Männer.
Das jährliche Durchschnittseinkommen eines Haushalts betrug 40.774 USD, das Durchschnittseinkommen einer Familie 53.063 USD. Männer hatten ein Durchschnittseinkommen von 40.335 USD, Frauen 30.178 USD. Das Prokopfeinkommen betrug 21.079 USD. 8,3 Prozent der Familien und 14,6 Prozent der Bevölkerung lebten unterhalb der Armutsgrenze.
Wegen der Michigan State University, die sich in Ingham County befindet, ist der Bevölkerungsanteil an 20- bis 24-Jährigen überdurchschnittlich hoch.

## Orte im County
- Aurelius
- Bell Oak
- Bunker Hill
- Dansville
- East Lansing
- Eden
- Edgemont Park
- Fitchburg
- Haslett
- Holt
- Kinneville
- Lansing
- Leslie
- Mason
- Meridian
- Millville
- North Aurelius
- North Leslie
- Okemos
- Onondaga
- Packard
- Pollok
- Stockbridge
- Vantown
- Webberville
- Williamston

Townships
- Alaiedon Township
- Aurelius Township
- Bunker Hill Township
- Delhi Charter Township
- Ingham Township
- Lansing Charter Township
- Leroy Township
- Leslie Township
- Locke Township
- Meridian Charter Township
- Onondaga Township
- Stockbridge Township
- Vevay Township
- Wheatfield Township
- White Oak Township
- Williamstown Township